# David W. Peck
David Warner Peck (Crawfordsville, 3 de diciembre de 1902 – Nueva York, 23 de agosto de 1990) fue un jurista estadounidense. De 1947 a 1957, fue juez presidente de la División de Apelaciones del Primer Departamento en Nueva York, y en ese tiempo asumió un papel de liderazgo en la reforma del poder judicial de ese estado. En 1950, en Alemania, Peck dirigió la Junta Asesora sobre Clemencia sobre recomendaciones para el indulto de criminales de guerra y nazis condenados.

## Biografía
David W. Peck nació el 3 de diciembre de 1902 en Crawfordsville en Indiana (Crawfordsville es la sede del Condado de Montgomery y el hogar de Wabash College, una universidad privada). Peck se saltó el último año de la escuela secundaria y comenzó a los 16 años a estudiar en el Wabash College, donde en 1922, después de solo tres años de estudios, en lugar de los cuatro habituales, se graduó con honores. Luego estudió derecho en la Facultad de Derecho de Harvard. Para financiar sus estudios trabajó como tutor. posteriormente se convirtió en Fiscal Federal Auxiliar para el Distrito Sur de Nueva York. En 1928 pasó al departamento jurídico de International Telephone and Telegraph Company, donde permaneció dos años.
Después de graduarse y recibir su licencia para ejercer la abogacía en Nueva York, en 1934, a los 31 años, se unió al bufete de abogados de Sullivan & Cromwell, con el que permaneció unido durante toda su vida. Fue socio de la firma durante 31 años, donde se hizo cargo sobre todo de litigios civiles. Peck era republicano a principios de la década de 1930 y estaba asociado con los políticos Thomas E. Dewey y Herbert Brownell de los llamados «Jóvenes Turcos» del Partido Republicano del condado de Nueva York.
En 1943, Peck fue nombrado juez de la Corte Suprema del Estado de Nueva York, el tribunal de primera instancia más alto del estado. En 1945, fue nombrado juez asociado de la División de Apelaciones del Primer Departamento, y en 1947 fue ascendido a juez presidente de ese tribunal, que maneja las apelaciones de los tribunales de primera instancia en Manhattan y el Bronx. Cuando fue nombrado juez presidente, Peck tenía 44 años, convirtiéndose en el juez más joven en servir como juez presidente del Primer Departamento. En 1957, abandono su puesto en la corte y regresó al bufete de abogados Sullivan & Cromwell, donde permaneció hasta su jubilación en 1980.
En 1955, Peck publicó The Greer Case, un libro sobre un caso de fideicomisos y sucesiones de 1946 que involucró a Mabel Seymour Greer, en el que participó como juez. La Sra. Greer admitió antes de su muerte haber dado a un hijo en adopción después del nacimiento, pero toda la fortuna sustancial de esta mujer que de otro modo no tendría hijos fue legada a la Universidad de Harvard. Un supuesto hijo impugnó el testamento. El libro se convirtió en un éxito de ventas, pasando por ocho ediciones en las editoriales Penguin y Reader's Digest Edition, y en 1957 fue adaptado a la televisión como un episodio de la serie Playhouse 90 de la CBS.
En 1973, el fiscal general Elliot Richardson le ofreció a Peck el papel de abogado especial para investigar el escándalo Watergate, pero él se negó. Finalmente fue Archibald Cox quien asumió el cargo.
David Peck se casó con Elizabeth Saville Getty Peck en 1929, con quien tuvo dos hijos. Después de que ella muriera, se volvió a casar con Gladys Roach Otto Peck. Falleció en Nueva York el 23 de agosto de 1990 a los 87 años.

### El "Panel Peck"
En 1950, el Alto Comisionado de EE. UU. para Alemania, John J. McCloy, convocó una Junta Asesora sobre Clemencia (también conocida como el Panel Peck, en honor a su presidente David Peck) como un panel de expertos independientes para hacer recomendaciones sobre las sentencias de personas condenadas por tribunales militares de EE. UU. como criminales de guerra. El panel incluyó, además de Peck como presidente, otras dos personas: Frederick A. Moran, presidente de la Junta de Libertad Condicional de Nueva York y el general de brigada Conrad E. Snow, asesor legal del Departamento de Estado de EE. UU. El estatuto legal del Panel Peck no se entendió completamente; en la práctica, funcionó como una especie de comité de clemencia. El panel de Peck consideró las peticiones de clemencia de los condenados y los escritos exculpatorios de sus abogados defensores.
El Panel Peck revisó las peticiones de clemencia de noventa y nueve convictos; todos estaban en prisión como criminales de guerra en Landsberg. El 28 de agosto de 1950 dio sus recomendaciones. En setenta y siete de noventa y nueve casos, recomendó una reducción de las penas; esto incluía que siete de las quince sentencias de muerte se convirtieran en prisión. Entre las recomendaciones estabanː
- Para los veinte condenados en el Juicio a los Einsatzgruppen:[6]
  - Mantener la pena de muerte para siete de los condenadosː (Blobel, Braune, Klingelhöfer, Naumann, Ohlendorf, Ott, Sandberger)
  - Conversión de una pena de muerte a 20 años de prisión (Blume) y de otras tres a 15 años (Biberstein, Haensch, Steimle)
  - Liberación inmediata de dos personas condenadas a pena de muerte (Schubert, Seibert)
  - Conversión de dos cadenas perpetuas a 10 años (Jost, Nosske)
  - Reducción de una pena de prisión de 20 a 10 años (Schulz)
  - Reducción de dos penas de prisión de 20 a 10 años (Radetzky, Six) y de otras dos a 10 años (Fendler, Rühl)
- Para los convictos en el Juicio Krupp:
  - Liberación después de 12 años de prisión a Alfried Krupp von Bohlen und Halbach, uno de los más prominentes casos.
  - Reducir las sentencias de otros acusados (entre otros Houdremont y Müller)
- Para los convictos en el Juicio del Alto Mando:[7]
  - Reducir las sentencias de algunos de los condenados (entre otros Küchler, Reinecke, Warlimont)
- Para los convictos en el Juicio de los rehenes:[8]
  - Reducir las sentencias de algunos de los condenados (entre otros Felmy, Lanz, Rendulic)
- Para los convictos en el Juicio de los Ministerios:[8]
  - Reducir las sentencias de algunos de los condenados (entre otros Lammers, Schwerin-Krosigk, Ernst von Weizsäcker)

El Alto Comisionado de los Estados Unidos, John J. McCloy, quien tomó la decisión final, no estuvo de acuerdo con las recomendaciones del Panel Peck en varios casos. Su asesor legal y confidente más cercano, Robert R. Bowie, aconsejó en particular que no se concediera un trato preferencial a los generales condenados. El 31 de enero de 1951, McCloy finalmente anunció sus decisiones. Se desviaron en varios casos de las recomendaciones del Panel Peck, y fueron para algunos más estrictas y para otros menos severas. Solo quedaban en vigor cinco sentencias de muerte dictadas por el Tribunal Militar de Núremberg. De los cinco casos de sentencias de muerte revisados por el Panel Peck, cuatro se ejecutaron el 7 de junio de 1951: (Blobel, Braune, Naumann, Ohlendorf).

## Publicaciones
- The Greer Case, a true court drama. Simon and Schuster, New York 1955.
- Decision at law. Dodd, Mead & Company, New York 1961.